# Jill Roord
Jill Jamie Roord (Oldenzaal, Países Bajos; 22 de abril de 1997) es una futbolista neerlandesa. Juega como centrocampista en el F.C. Twente de la Eredivisie Vrouwen de Países Bajos. También forma parte de la selección de los Países Bajos. En 2017, fue nombrada Caballero de la Orden de Orange-Nassau.

## Trayectoria

### TC Twente (2013-2017)
En 2008 Roord empezó a jugar en el equipo sub-13 del club. En 2013, debutó con el primer equipo del FC Twente a los 16 años. Ganó la Liga BeNe dos veces, 2012-13 y 2013-14, la Eredivisie en la temporada 2015-16 y la Copa KNVB femenina en 2014/2015. Con este club también debutó en la Liga de Campeones en 2013. El 1 de abril de 2017 jugó su partido número 100. En total, tiene 105 partidos jugados y 57 goles.

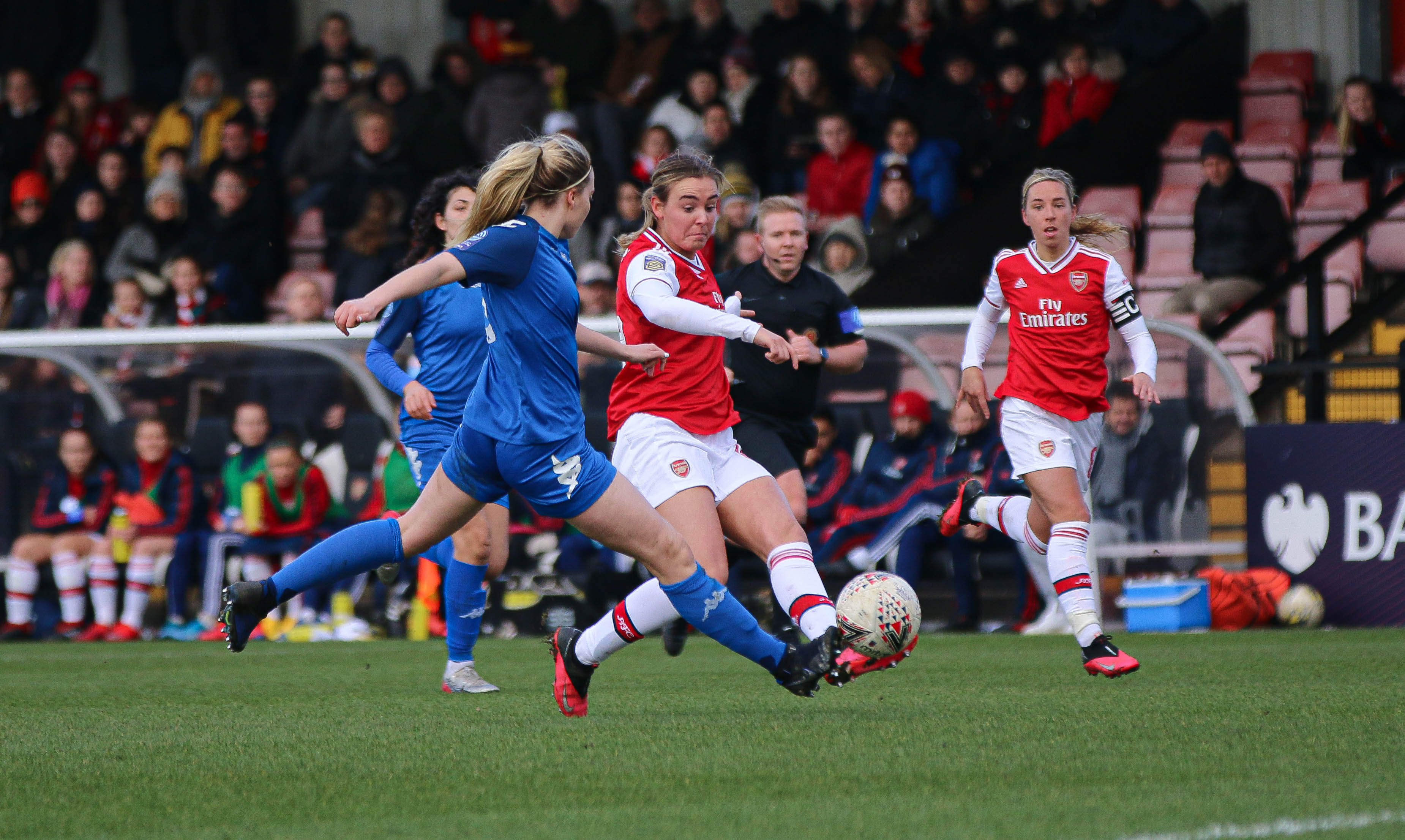
Jill Roord (rojo) peleando por un balón.

### Bayern de Múnich (2017-2019)
En 2017, Roord firmó un contrato con el Bayern de Múnich de la Bundesliga por dos temporadas. El 2 de septiembre de ese mismo año, debutó en un partido contra el SGS Essen. El 15 de octubre, marcó su primer gol para el club contra el SC Sand. Tuvo 36 apariciones y 13 goles. 

### Arsenal (2019-2021)
El 14 de mayo de 2019 se anunció que Roord había firmado un contrato con el Arsenal. Debutó en un partido de la pretemporada contra el Tottenham Hotspur, en el cual marcó un triplete.

### VfL Wolfsburgo (2021-2023)
En mayo de 2021 se anunció su fichaje por el VfL Wolfsburgo de la Bundesliga Femenina

## Selección nacional

### Categorías inferiores
- Selección Sub-15 (2011-2012): 8 apariciones y 4 goles.
- Selección Sub-16 (2011-2012: 8 apariciones y 1 gol.
- Selección Sub-17 (2011-2013): 16 apariciones y 13 goles.
- Selección Sub-19 (2013-2014): 18 apariciones y 18 goles.

### Selección absoluta
El 7 de febrero de 2015, Roord debutó con la Selección absoluta de los Países Bajos en un partido contra Tailandia. En 2015 formó parte del equipo en el Mundial 2015. En 2017, ganó la Eurocopa 2017, disputada en los Países Bajos. Tras ganar el campeonato, todas las jugadoras del equipo fueron nombradas Caballeros de la Orden de Orange-Nassau. En 2019 fue seleccionada para representar a los Países Bajos en el Mundial 2019 en Francia. Marcó el primer gol neerlandés en la competición, dándole la victoria a su equipo en el minuto 92.

## Clubes
| Club             | País         | Año             |
| ---------------- | ------------ | --------------- |
| F.C. Twente      | Países Bajos | 2013 - 2017     |
| Bayern de Múnich | Alemania     | 2017 - 2019     |
| Arsenal          | Inglaterra   | 2019 - 2021     |
| VfL Wolfsburgo   | Alemania     | 2021 - 2023     |
| Manchester City  | Inglaterra   | 2023 - 2025     |
| F.C. Twente      | Países Bajos | 2025 - presente |

## Palmarés

### Campeonatos nacionales
| Título                   | Club        | País         | Año     |
| ------------------------ | ----------- | ------------ | ------- |
| Liga BeNe                | F.C. Twente | Países Bajos | 2012-13 |
| Liga BeNe                | F.C. Twente | Países Bajos | 2013-14 |
| Copa de los Países Bajos | F.C. Twente | Países Bajos | 2014-15 |
| Eredivisie               | F.C. Twente | Países Bajos | 2015-16 |

### Campeonatos internacionales
| Título          | Equipo                        | Sede         | Año  |
| --------------- | ----------------------------- | ------------ | ---- |
| Europeo Sub-19  | Selección de los Países Bajos | Noruega      | 2014 |
| Eurocopa        | Selección de los Países Bajos | Países Bajos | 2017 |
| Copa de Algarve | Selección de los Países Bajos | Portugal     | 2018 |

### Distinciones individuales
| Distinción                        | Año     |
| --------------------------------- | ------- |
| Máxima goleadora de la Eredivisie | 2015-16 |